# Olibrinus roseus
Olibrinus roseus là một loài chân đều trong họ Olibrinidae. Loài này được Roman miêu tả khoa học năm 1977.